# Fulton (Illinois)
Fulton és una ciutat dels Estats Units a l'estat d'Illinois. Segons el cens del 2000 tenia 3.881 habitants.

## Demografia
Segons el cens del 2000, Fulton tenia 3.881 habitants, 1.582 habitatges, i 1.071 famílies. La densitat de població era de 660,1 habitants/km².
Dels 1.582 habitatges en un 30,6% hi vivien nens de menys de 18 anys, en un 56,3% hi vivien parelles casades, en un 8,3% dones solteres, i en un 32,3% no eren unitats familiars. En el 28,8% dels habitatges hi vivien persones soles el 12,6% de les quals corresponia a persones de 65 anys o més que vivien soles. El nombre mitjà de persones vivint en cada habitatge era de 2,37 i el nombre mitjà de persones que vivien en cada família era de 2,89.
Per edats la població es repartia de la següent manera: un 23,7% tenia menys de 18 anys, un 7% entre 18 i 24, un 26,7% entre 25 i 44, un 22,5% de 45 a 60 i un 20,1% 65 anys o més.
L'edat mediana era de 40 anys. Per cada 100 dones de 18 o més anys hi havia 94,9 homes.
La renda mediana per habitatge era de 37.068 $ i la renda mediana per família de 45.134 $. Els homes tenien una renda mediana de 32.359 $ mentre que les dones 20.653 $. La renda per capita de la població era de 19.845 $. Aproximadament el 3,5% de les famílies i el 5,8% de la població estaven per davall del llindar de pobresa.

## Poblacions properes
El següent diagrama mostra les poblacions més properes.